# 사나다 마사유키
사나다 마사유키(일본어: 真田昌幸, 1547년 ~ 1611년)는 일본 전국 시대와 에도 시대 초기에 활약한 센고쿠 다이묘, 무장이다.
다케다 가문에 항복한 시나노의 토착영주였던 사나다 가문 출신이다. 신겐 시대에 다케다 가문을 섬기기 시작하였고, 다케다 가문 멸망 후에는 독립했다. 독립한 후 호죠 가문이나 도쿠가와 가문과 잦은 분쟁을 겪었지만, 도요토미 정권 아래에서 다이묘가 된다. 2차례의 우에다 전투 등으로 유명하며 후세 사람들에게 전국시대를 대표하는 지장(知將), 모장(謀將)으로 알려졌고, 에도 시대의 서민문학인 강담(講談)이나 소설(小説)에도 자주 등장하여 이름이 널리 알려졌다. 아버지는 사나다 유키타카(真田幸隆), 어머니는 사나다 가문의 가신 가문인 가와하라 가문 출신이다. 형으로 노부쓰나, 마사테루가 있고, 동생으로는 노부타다, 다카카쓰 등이 있다. 장남 노부유키, 차남 노부시게를 비롯하여 4남 7녀를 두었다.

## 생애

### 다케다 가신 시대
덴분 16년 (1547년), 사나다 유키타카의 셋째 아들로 태어났다.
센고쿠 무장들은 충성을 표시하기 위해 자신의 주군에게 가족을 인질로 보내는 일이 잦았다. 유키타카는 덴분 22년(1553년)에 당시 7살이던 마사유키를 다케다 가문에 인질로 보냈다. 마사유키는 다케다 하루노부(武田晴信; 후에 다케다 신겐(武田信玄))의 시동이 되었다. 신겐은 다케다 가문 안에서도 뛰어난 무장이었던 아버지 유키타카에게도 결코 뒤지지 않는 마사유키의 재능을 일찍부터 간파하고, 마사유키를 자신의 '눈'에 비유할 정도로 아꼈다고 한다. 마사유키는 이 당시 신겐으로부터 전략, 전술에 관해서 많은 것을 배웠고, 이 당시의 경험은 훗날의 '전국시대 제일의 모장(謀將)' 마사유키의 밑거름이 되었다. 마사유키는 에이로쿠 연간([[1558년 ~ 1570년)에 신겐의 외가쪽 가문인 무토 가문의 양자가 되어, 무토 기헤에(武藤喜兵衛)라는 이름으로 불리게 되었다. 에이로쿠 7년(1564년)에는 도토미의 토착영주였던 우다 요리타다(宇多頼忠)의 딸을 아내로 맞는다.
《고요군감》(다케다 가문의 역사를 기록한 책)에 따르면, 마사유키가 처음으로 참전한 전투는 에이로쿠 4년(1561년)의 제4차 가와나카지마 전투(다케다 신겐과 그의 숙적 우에스기 겐신(上杉謙信)과 벌인 전투)라고 한다. (그러나 실제로는 가와나카지마 전투에 참가하지 않았다고 하는 설도 있다).
에이로쿠 12년(1569년)에 호죠 가문과 싸운 미마세 고개 전투에서는 전령장교 역할을 맡는다. 겐키 3년(1572년) 신겐이 상락작전(다이묘가 군대를 이끌고 수도인 쿄토로 올라가는 것. 교토를 장악하면 쇼군과 천황으로부터 대의명분을 얻을 수 있었지만, 교토까지 올라가기 위해서는 도중의 많은 세력들과 싸워야 했다)을 시작하자 이에 참가하고, 그해 12월에 벌어진 미카타가하라 전투(다케다 신겐이 도쿠가와 이에야스(徳川家康)를 크게 격파한 전투)에도 참가했다. 그러나 상락작전 도중 겐키 4년(1573년) 4월에 다케다 신겐이 급작스럽게 병사하였고, 다케다 가쓰요리(武田勝頼)가 뒤를 이었다.
주군인 신겐의 뒤를 이어 다음 해인 덴쇼 2년(1574년)에는 아버지 유키타카가 사망한다. 사나다 가문의 가독(가문의 우두머리의 권한)은 마사유키의 형인 노부쓰나가 계승한다. 그러나 다음 해인 덴쇼 3년(1575년) 벌어진 시타라가하라 전투(다케다 가쓰요리가 오다-도쿠가와 연합군에게 크게 패배한 전투)에서 맏형인 노부쓰나와 둘째형인 마사테루가 한꺼번에 전사함으로써, 마사유키가 사나다 가문의 가독을 잇게 되었다. 신겐이 죽자 상락작전 도중 신겐이 점령했던 미카와와 토토우미 지방에서 다케다 가문의 세력이 크게 쇠퇴하였는데, 이 때문에 마사유키의 장인인 우다 요리타다는 다케다 가문을 떠나 오다 가문의 가신인 하시바 히데나가(羽柴秀長; 도요토미 히데요시(豊臣秀吉)의 동생)의 부하가 되고 말았다.
덴쇼 6년(1578년), 에치고의 우에스기 겐신이 죽자, 가이-에치고 동맹이 이루어지고 가이-사가미(사가미 호조 가문) 동맹이 붕괴되었다. 마사유키는 호조 가문의 영지였던 고즈케를 침공하여 누마타 성을 빼앗았다. 덴쇼 7년(1580년)에 종5위하 품계에 해당하는 아와노카미라는 관직을 받았다.
덴쇼 9년(1581년), 가쓰요리가 오다 군이 침략할 것이라는 불안감 속에서 축성하기 시작한 신푸 성의 공사 감독을 맡았다.
덴쇼 10년(1582년) 3월에는 오다 노부나가(織田信長)가 다케다 가문을 완전히 멸망시키기 위해 대군을 일으킨다. 이미 시타라가하라 전투 이후로 쇠퇴하여 가문 내의 단결력조차 붕괴해버린 다케다 가문은 별다른 저항도 보여주지 못하고 오다 군에게 차례로 영토를 빼앗겼다. 마사유키는 가쓰요리에게 가이를 버리고 고즈케로 피신할 것을 진언하고, 마사유키는 이와비쓰 성에서 가쓰요리를 맞을 준비를 하고 있었으나, 가쓰요리는 오야마다 노부시게의 영지인 군나이의 이와도노 성을 향했다. 그러나 도중에 오야마다 노부시게가 배신하여 카츠요리는 수백년에 걸친 다케다 가문의 역사와 함께 최후를 맞게 된다. 다케다 가문 멸망후에 마사유키는 오다 노부나가에게 항복하여 자신의 영지의 안전을 보장받고, 오다 가문의 중신인 다키가와 가즈마스의 부하장수가 된다.

### 도요토미 정권 아래에서의 다이묘화(化)
다케다 가문 멸망으로부터 불과 2개월 후인 텐쇼 10년(1582년) 6월, 혼노지의 변으로 오다 노부나가가 비명횡사하자, 다케다 가문의 옛 영토는 권력의 공백 상태에 빠진다. 카이와 시나노를 아우르는 다케다 가문의 옛 영토를 차지하기 위해 도쿠가와 이에야스, 우에스기 가게카쓰(上杉景勝), 호죠 우지나오 등 주변의 쟁쟁한 다이묘들이 앞다투어 침공해와 거대한 분쟁이 발생했다(덴쇼 임오의 난). 마사유키는 오다 가문의 다키가와 가즈마스의 부하장수였지만 가즈마스가 간나가와 전투에 패배하자 호조 우지나오에게로 돌아섰고 호조 가문의 시나노 장악을 도왔다. 시나노가 호조 가문의 손에 들어가는 것처럼 보였지만 마사유키는 갑자기 이에야스의 회유책에 응해 호조를 배반하였고, 여기에 큰 타격을 받은 호조는 도쿠가와와의 싸움을 그만두고 화친을 맺게 된다. 그러나 호죠와 동맹을 맺기로 한 이에야스는 동맹조건으로서 코즈케의 사나다 영지를 호조에게 내어주기로 하였고, 마사유키는 자신이 노력해서 얻은 땅을 아무런 보상도 없이 내어주는 것에 크게 반대하여 이에야스에게 등을 돌리고 우에스기 가게카쓰에게로 돌아섰다. 우에스기 가문은 노부나가 사후 오다 가문의 실권을 장악한 도요토미 히데요시와 동맹을 맺고, 도쿠가와-호조 세력과 대립하고 있었다.
덴쇼 13년(1585년)에 이에야스와 우지나오는 사나다를 제압하기 위해 호조 우지쿠니 부대를 누마타 성에, 또 도리이 모토타다를 우에다 성으로 보냈다. 7천 명의 적병에 비해 마사유키는 불과 2천 명의 병력으로 맞섰다. 마사유키는 대승을 거두었고 도쿠가와 군의 사상자는 3천 명에 이르렀다. 이것이 제1차 우에다 전투이며, 이를 계기로 사나다 가문은 시나노의 중소영주에서 하나의 다이묘가 되었고, 마사유키의 이름이 당시 도쿠가와-호조 세력과 대립하고 있던 도요토미 세력에게 널리 알려졌다. 이후에도 도쿠가와나 호조는 사나다 영지를 여러번 공격했지만 마사유키는 이를 모두 격퇴했다.
그해에 마사유키는 히데요시의 신하가 되었고, 가게카쓰의 인질이었던 마사유키의 차남 노부시게는 도요토미 히데요시의 인질이 되었다. 마사유키는 다음 해인 덴쇼 14년(1586년)에 사쿠를 침공하여 호조 가문의 누마다 성 침공을 초래하였고, 이에야스와의 대립도 계속되고 있었다. 그러나 이때 일본의 제1인자인 히데요시는 도쿠가와와 호조에게 사나다에 대한 공격을 금지시켰고, 마사유키를 비롯한 시나노의 다이묘들은 이에야스의 휘하로 배속되어 도쿠가와와 사나다 간의 분쟁은 일시적으로 멈추게 되었다. 이듬해인 덴쇼 15년(1587년)에 마사유키는 슨푸에서 이에야스와 회견했고, 함께 오사카로 상경하여 히데요시를 알현했다. 마사유키는 명실상부한 도요토미 가신이 된 것이다. 텐쇼 17년(1589년)에 호조-사나다 간에 영토분쟁이 끊이지 않던 누마타 지방문제를 해결하기 위해, 히데요시는 도네가와 강을 기준으로 동쪽 지방을 호죠에게 양도하기로 하였다. 마사유키는 그 대신 이나군의 미노와 지방을 얻었다. 이 무렵 마사유키는 교토에 머무르고 있었는데, 11월에 히데요시의 명령을 어기고 호조 가문의 가신이 또다시 사나다 가문을 공격하였고, 이것이 1590년 히데요시의 '오다와라(호조 가문의 본거지) 정벌'의 구실이 되었다. 분로쿠 원년(1592년) 임진왜란이 일어났을 때, 마사유키는 일본군의 전진기지였던 히젠 나고야성에 주둔하고 있었다.

### 서군 참가와 구도 산 칩거
히데요시 사후, 도요토미 정권 내부에서 오대로의 필두인 도쿠가와 이에야스가 대두하여 세력을 넓혀갔다. 게이초 5년(1600년) 7월, 이에야스는 자신의 소환명령에 불응하는 우에스기 가게카쓰를 토벌하기 위해 군을 일으켜 관동으로 진격하는데, 당시 교토에 있던 마사유키도 이에 동참한다. 이에야스가 자리를 비운 사이에 교토에서는 미쓰나리가 거병하여, 여러 다이묘들에게 이에야스를 탄핵하는 편지를 보낸다. 마사유키는 시모쓰케에서 이 편지를 받고, 처가인 우다 가문의 혼인관계로 미쓰나리와 인척관계였던 점을 활용하여 차남 노부시게와 함께 서군(미쓰나리를 중심으로 하는 군대)에 참가한다. 마사유키는 본거지인 우에다 성으로 돌아가 동군과 맞서싸울 준비를 했다. 동군(이에야스를 중심으로 하는 군대)의 선봉이었던 약 3만 8천 명의 도쿠가와 히데타다(德川秀忠) 부대는 에도를 출발하여 나카센도(동부일본에서 내륙지방의 산길을 따라 교토에 이르는 가도)로 진입했고, 10월 12일에는 도중에 있던 우에다 성을 공격하기 시작했다. 마사유키는 불과 2천 명의 병력으로 농성하여 이에 맞서싸운다. 이는 세키가하라 전투(미노 국|미노]] 지방의 세키가하라에서 이에야스의 동군과 미쓰나리의 서군이 벌인 전투. 이 전투에서 승리한 이에야스가 이후 일본의 실권을 장악하고 3년 후 에도 막부를 세우게 된다)의 전초전에 해당하는 제2차 우에다 성 전투이다. 이에야스는 히데타다에게 하루빨리 미노로 오도록 재촉했고, 히데타다는 우에다 성 공격을 포기한다. 비록 동군이 승리하기는 했지만, 히데타다 군은 우에다 성 전투 때문에 세키가하라 전투가 끝난 후에야 본진에 겨우 합류하게 된다.
세키가하라 전투에서 서군이 패하자, 전국적으로 서군에 속해있던 다이묘들에 대한 처분이 내려졌다. 서군에 속해있던 마사유키와 노부시게는 우에다 성의 영지를 몰수하고 사형에 처하도록 하는 처벌이 내려지지만, 동군에 속해있던 마사유키의 장남 노부유키의 탄원으로 목숨을 구하고, 우에다 성의 영지는 노부유키가 계승하게 되었다. 12월에는 기이의 고야 산 기슭의 구도 산에 칩거하도록 하는 처분이 내려졌다.
구도 산에서 마사유키는 이에야스에게 깊은 원한을 품은 채 '사나다 암자'라는 암자에서 생활한다. 이때 '사나다 끈'이라는 납작한 끈을 만들어 팔았다고 하는데, 유용한 물건으로 후세에도 널리 쓰였다. 만년에는 사면을 바랐지만 이루어지지 못하고 병을 얻어 게이초 16년(1611년)에 병사한다. 향년 65세.

## 인물
히데요시는 다케다 가문이 멸망한 1582년의 혼란기에 마사유키가 주인을 5번이나 바꾸면서 살아남은 것을 가리켜, “겉과 속이 다른 자”라고 평가했다. 이 말은 비겁하다는 뜻이 아니라, 그의 지혜를 높이 평가하는 말이라고 할 수 있다. 실제로 마사유키는 시나노의 작은 영주에 불과했지만 쟁쟁한 대세력들 사이를 교묘하게 건너다니면서 끝내 가문을 지켜냈다. 에도시대의 작품인 《진무내전》(1731년) 이래로 지금도 역사소설 따위에서 마사유키는 뛰어난 모장으로 묘사된다. 《진무내전》에는 도쿠가와 이에야스는 두번이나 그에게 패배의 쓴잔을 맛보게 한 마사유키를 대단히 두려워하여, 오사카 전투 때 사나다가 오사카 성에 들어갔다는 소식을 들은 이에야스가 “아비 쪽 말이냐, 아들 쪽 말이냐?”라고 되물으면서 심하게 덜덜 떨었다고 하는 내용이 나온다. 실제로는 오사카 겨울 전투 때, 마사유키는 이미 고인이 되어 있었다. 또, 마사유키는 구도 산에 유폐되어 있을 때 이에야스가 머지않아 도요토미 가문을 멸망시킬 것을 예측했다고 하며, 그때가 오면 아오노가하라를 중심으로 서미노 일대에서 도쿠가와 군을 요격할 방책을 구상하고 있었다고 한다. 마사유키는 열세한 병력으로 2번이나 도쿠가와의 정예군단에 대승을 거둔 전적이 있다. 마사유키가 오사카 겨울 전투 당시 살아 있었더라면 도요토미와 도쿠가와의 운명은 크게 바뀌었을지도 모른다고 주장하는 사람은 지금도 적지 않다.
세키가하라 전투 당시, 이시다 미쓰나리의 거병 소식을 전해듣고 미쓰나리에게 “어째서 좀 더 빨리 알려주지 않았는가”라고 쓴 편지가 남아 있다.

## 같이 보기
- 사나다 노부유키
- 사나다 노부시게